# Garland Jeffreys

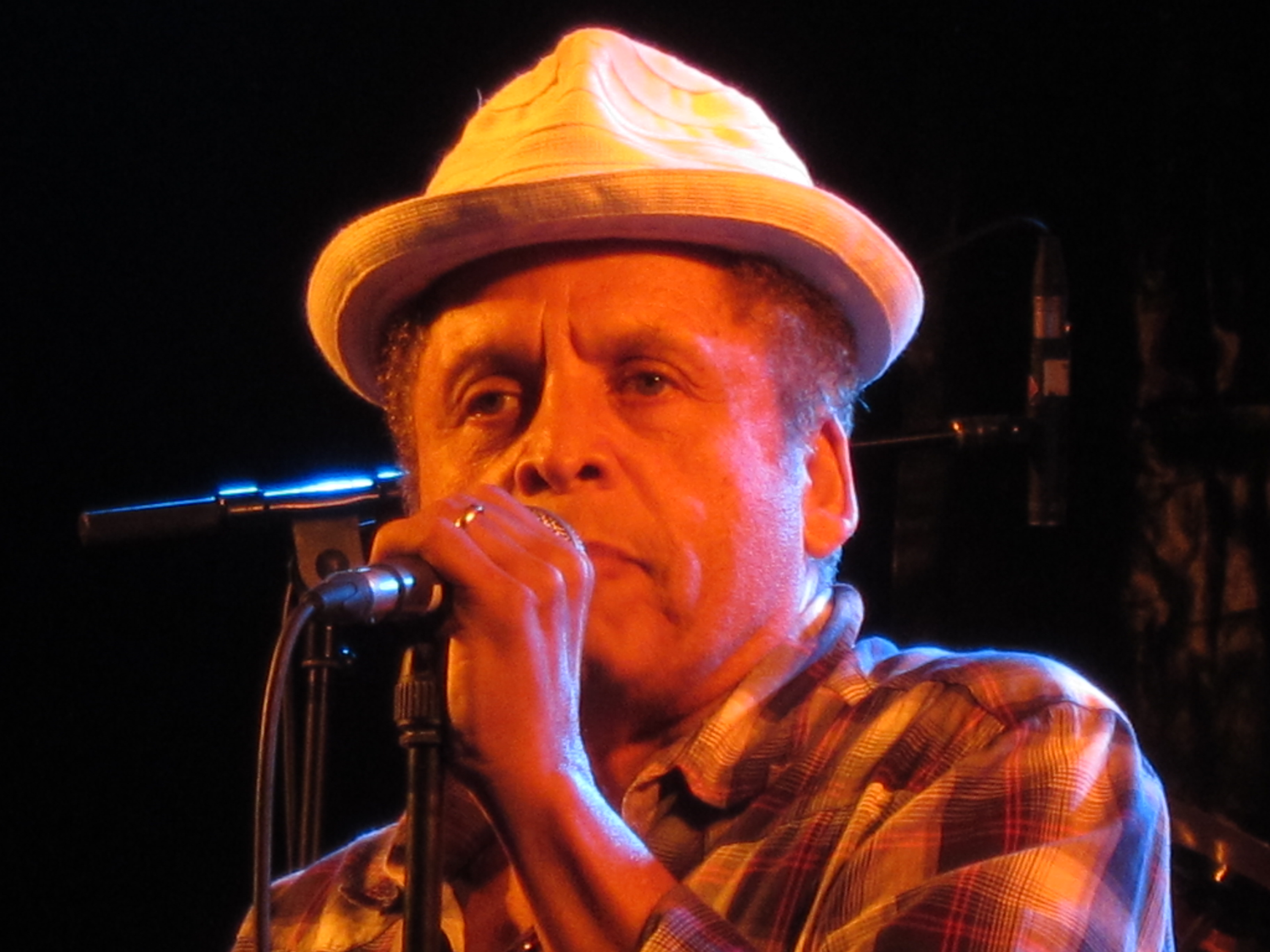
Garland Jeffreys 2011

Garland Jeffreys (* 29. Juni 1943 in New York City, Vereinigte Staaten) ist ein US-amerikanischer Pop-Rock-Sänger, der stilistisch genreübergreifend zwischen Ska, Reggae, Soul, Funk oder Rock arbeitet. Bekannt wurde er international vor allem durch die Single Matador, die 1980 in vielen europäischen Ländern ein großer Hit war, beispielsweise in Deutschland für sieben Wochen Platz zwei der Verkaufscharts belegte. Ein weiterer Top-20-Hit gelang ihm erst 12 Jahre später, als er mit der Single Hail Hail Rock’n’Roll Platz 12 der deutschen Charts erreichte.

## Leben und Wirken
Jeffreys, der ethnische Vorfahren von Afroamerikanern, Puerto-Ricanern, Weißen und Cherokees hat, wuchs in einer Arbeiterfamilie auf. Einer seiner Großväter war Kellner, sein Vater arbeitete als Pförtner. Er studierte Kunst an der Syracuse University, wo er mit Lou Reed vor dessen Zeit bei Velvet Underground bekannt wurde. Nach Abschluss dort führte er kurzzeitig sein Kunststudium in Italien fort, dann, zurück in Manhattan, weiter am New York’s Institute of Arts.
Jeffreys gilt als „musician’s musician“ – als Musiker, der auch ohne größere eigene kommerzielle Erfolge große Anerkennung bei anderen Musikern findet. Zu den Künstlern, die mit ihm Platten aufgenommen haben oder aufgetreten sind, gehören Lou Reed, Bruce Springsteen, Dr. John und John Cale. Er ist auch in Wim Wenders’ Blues-Dokumentarfilm The Soul of a Man zu sehen.
Er spielte in mehreren Bands (u. a. Train und Romeo) und nahm 1969 mit der Formation Grinder’s Switch ein Album auf. Die Band löste sich 1970 auf und Jeffreys begann seine Karriere als Solo-Künstler. Seine aktivste Phase waren die späten 1970er und frühen 1980er Jahre. Seit den 1990er Jahren hat er nur noch sporadisch Platten veröffentlicht.
Jeffreys trat im Vorprogramm der 1981er US-Tour der Rolling Stones auf, außerdem war er auch bei verschiedenen Konzerten von Marius Müller-Westernhagen während dessen JaJa-Tour in Deutschland zu sehen.
Verheiratet ist der Singer-Songschreiber seit 1971. Der gemeinsamen Tochter geschuldet ist sein rund 15-jähriger weitgehender Rückzug aus dem Konzert- und Tonträger-Markt zugunsten des Familienlebens bis zum Comeback 2011 mit The King of in Between.
In den USA war Jeffreys weniger erfolgreich in den Charts als international. Dort konnte er nur eine Coverversion in der Hitparade platzieren, als die Single 96 Tears 1981 Platz 66 erreichte. Sein bestplatziertes Album war dort Escape Artist (1981 Platz 59). Zu seinen bekannteren Stücken gehört in den USA auch der Song Wild in the Streets (1975), der Mitte der 1970er Jahre von zahlreichen Radiosendern gespielt und mehrfach in Coverversionen aufgenommen wurde. Weitere vielgespielte Radio-Hits waren I May Not Be Your Kind, Cool Down Boy und Spanish Town, die unter anderem durch kritisch-einfühlsame Songtexte überzeugten.
In seinen Texten des Albums Guts for Love von 1983 untersuchte er die Schwierigkeiten von Stadtbewohnern, langjährig intakte Beziehungen zu finden und aufrechtzuerhalten. The Observer beobachtete, dass auf seinem 1991 veröffentlichten Album Don’t Call Me Buckwheat in bürgerrechtlichem Hinblick Fragen des Rassismus thematisiert wurden. Auf seinem Comebackalbum von 2012, The King of in Between, sind eigene Songs über Armut, das Älterwerden oder das ganz normale Leben in New York City enthalten.
Ebenfalls 2011 veröffentlichte er als Gaststar mit den „Black-Roots“-Musikern der Band The Ebony Hillbillies den Bob-Dylan-Song Buckets of Rain, der an Dylans Geburtstag erschien und viel Airplay in den Radios bekam. Das 2011 auch in Deutschland herausgekommene Album The King of in Between wurde vom Deutschlandradio Kultur in der 19. Kalenderwoche zur „Pop-CD der Woche“ gekürt.

## Diskografie

### Alben
| Jahr | Titel                   | Höchstplatzierung, Gesamtwochen, AuszeichnungChartplatzierungen (Jahr, Titel, Platzierungen, Wochen, Auszeichnungen, Anmerkungen) | Höchstplatzierung, Gesamtwochen, AuszeichnungChartplatzierungen (Jahr, Titel, Platzierungen, Wochen, Auszeichnungen, Anmerkungen) | Höchstplatzierung, Gesamtwochen, AuszeichnungChartplatzierungen (Jahr, Titel, Platzierungen, Wochen, Auszeichnungen, Anmerkungen) | Höchstplatzierung, Gesamtwochen, AuszeichnungChartplatzierungen (Jahr, Titel, Platzierungen, Wochen, Auszeichnungen, Anmerkungen) | Höchstplatzierung, Gesamtwochen, AuszeichnungChartplatzierungen (Jahr, Titel, Platzierungen, Wochen, Auszeichnungen, Anmerkungen) | Anmerkungen                            |
| Jahr | Titel                   | DE | AT | CH | UK | US | Anmerkungen                            |
| ---- | ----------------------- | --- | --- | --- | --- | --- | -------------------------------------- |
| 1977 | Ghost Writer            | — | — | — | — | US140 (10 Wo.)US |                                        |
| 1978 | One-Eyed Jack           | — | — | — | — | US99 (10 Wo.)US |                                        |
| 1979 | American Boy & Girl     | DE29 (5 Wo.)DE | — | — | — | US151 (5 Wo.)US | Charteintritt in Deutschland erst 1980 |
| 1981 | Escape Artist           | — | — | — | — | US59 (18 Wo.)US |                                        |
| 1981 | Rock & Roll Adult       | — | — | — | — | US163 (4 Wo.)US | Livealbum                              |
| 1983 | Guts for Love           | — | — | — | — | US176 (4 Wo.)US |                                        |
| 1992 | Don’t Call Me Buckwheat | DE31 (15 Wo.)DE | — | CH31 (4 Wo.)CH | — | — |                                        |
| 2012 | The King of in Between  | DE96 (1 Wo.)DE | — | — | — | — | Erstveröffentlichung: 2011             |

grau schraffiert: keine Chartdaten aus diesem Jahr verfügbar
Weitere Alben
- 1970: Grinder’s Switch (Grinder’s Switch feat. Garland Jeffreys)
- 1973: Garland Jeffreys
- 1997: Wildlife Dictionary
- 2013: Truth Serum
- 2017: 14 Steps to Harlem

### Kompilationen
- 1992: Matador and More …
- 2002: Wild in the Streets
- 2006: I’m Alive

### Singles
| Jahr | Titel Album                                     | Höchstplatzierung, Gesamtwochen/‑monate, AuszeichnungChartplatzierungen (Jahr, Titel, Album, Platzierungen, Wochen/Monate, Auszeichnungen, Anmerkungen) | Höchstplatzierung, Gesamtwochen/‑monate, AuszeichnungChartplatzierungen (Jahr, Titel, Album, Platzierungen, Wochen/Monate, Auszeichnungen, Anmerkungen) | Höchstplatzierung, Gesamtwochen/‑monate, AuszeichnungChartplatzierungen (Jahr, Titel, Album, Platzierungen, Wochen/Monate, Auszeichnungen, Anmerkungen) | Höchstplatzierung, Gesamtwochen/‑monate, AuszeichnungChartplatzierungen (Jahr, Titel, Album, Platzierungen, Wochen/Monate, Auszeichnungen, Anmerkungen) | Höchstplatzierung, Gesamtwochen/‑monate, AuszeichnungChartplatzierungen (Jahr, Titel, Album, Platzierungen, Wochen/Monate, Auszeichnungen, Anmerkungen) | Anmerkungen                |
| Jahr | Titel Album                                     | DE | AT | CH | UK | US | Anmerkungen                |
| ---- | ----------------------------------------------- | --- | --- | --- | --- | --- | -------------------------- |
| 1980 | Matador American Boy & Girl                     | DE2 Gold · (30 Wo.)DE | AT2 (5 Mt.)AT | CH6 (9 Wo.)CH | — | — | Erstveröffentlichung: 1979 |
| 1981 | 96 Tears Rock & Roll Adult                      | — | — | — | — | US66 (7 Wo.)US |                            |
| 1991 | Hail Hail Rock ’n’ Roll Don’t Call Me Buckwheat | DE12 (25 Wo.)DE | — | CH8 (19 Wo.)CH | UK72 (1 Wo.)UK | — |                            |
| 1992 | The Answer Don’t Call Me Buckwheat              | DE58 (12 Wo.)DE | — | — | — | — |                            |

Weitere Singles
- 1973: Wild in the Streets
- 1975: The Disco Kid
- 1977: 35 Millimeter Dreams
- 1978: Reelin’ (mit Phoebe Snow)
- 1979: Bring Back the Love
- 1980: Bound to Get Ahead Someday
- 1981: Christine
- 1981: Modern Lovers
- 1981: Escapades
- 1981: Lover’s Walk
- 1981: Wild in the Streets (Live)
- 1981: Ways of Escape
- 1982: Surrender
- 1982: What Does It Take (To Win Your Love)
- 1991: Welcome to the World
- 1992: Hail Hail Rock ’n’ Roll 1992
- 1992: Spanish Blood
- 1997: Sexuality
- 1997: Original Lust
- 2012: The Contortionist